# Mantenna
Mantenna è un personaggio immaginario della linea di giocattoli Masters of the Universe della Mattel, uscito nei negozi nel 1985 negli Stati Uniti e nel 1986 in Europa e nel resto del mondo. È un membro dell'Orda Infernale, un esercito di guerrieri selvaggi e mostruosi, che portano un pipistrello rosso sul torace come simbolo di fedeltà al loro crudele capo Hordak, e che costituiscono una terza fazione, nemica sia di He-Man che di Skeletor.
L'aspetto di Mantenna varia a seconda dei media sui quali è apparso.
Giocattoli e minicomics (1985-87): Il personaggio esordisce nel fumetto allegato al giocattolo (detto minicomic nel gergo degli appassionati) intitolato, nella traduzione italiana, "Mantenna e la Minaccia dell'Orda Diabolica", dove affianca Hordak e gli altri membri dell'Orda in qualità di spia. Il suo aspetto è più simile a quello che assumerà nella serie animata She-Ra, Principessa del Potere, meno mostruoso rispetto al giocattolo.
Nel minicomic "Hordak: la Spietata Vendetta dei Capi", Mantenna è rappresentato come uno dei più potenti membri dell'Orda Infernale, in grado di mettere al tappeto Kobra Khan grazie ai raggi fulminanti sparati dai suoi occhi, e, addirittura, di frapporsi minacciosamente fra He-Man e Skeletor durante la battaglia finale davanti alle porte del Castello di Grayskull. L'aspetto del personaggio in questo fumetto è più vicino a quello del giocattolo, mostruoso ed alieno, addirittura con occhi a palla privi di pupille.
Il giocattolo di Mantenna è una sorta di mostruoso uomo-insetto, con quattro gambe (anche se unite tra loro nello stampo, tanto da non rendere facilmente comprensibile il fatto che ne abbia più di due) braccia muscolose con una cresta seghettata che corre per tutta la lunghezza, una grande testa  simile a quella di una mantide con enormi orecchie venose ed una bocca con due zanne sporgenti. La caratteristica distintiva di Mantenna sono i due grandi occhi a palla iniettati di sangue, che schizzano fuori dalle orbite grazie a due antenne attivate da una leva sulla schiena del personaggio.
She-Ra, Principessa del Potere (1985-87): Come Hordak e tutti i membri dell'Orda Infernale, Mantenna non appare nella serie animata He-Man e i Dominatori dell'Universo, ormai conclusa quando il giocattolo arrivava nei negozi, ma in quella di She-Ra, Principessa del Potere, che traeva spunto dalla linea di giocattoli Princess Of Power, sorta di versione al femminile dei Masters Of The Universe rivolta alle bambine. Ciò permise alla Mattel di promuovere l'Orda Infernale ed alcuni dei nuovi personaggi della linea Masters tramite il cartone animato di She-Ra. Dato però che questa serie era rivolta, teoricamente, ad un pubblico femminile e che gli autori, la nota Filmation, erano famosi per edulcorare talvolta all'eccesso le storie ed i profili dei personaggi, Hordak ed i suoi seguaci vennero rappresentati in maniera via via sempre più parodistica, fino a rasentare, in particolare nella seconda stagione, il limite del ridicolo.
È proprio il caso di Mantenna, spogliato di tutte le sue caratteristiche mostruose e ridotto al rango di elemento comico della serie. La gag ricorrente è quella di un Hordak adirato per via dell'ennesimo fallimento che si sfoga facendo cadere lo sfortunato Mantenna in una botola, sotto la quale c'è una pozza d'acqua. Anche l'aspetto che la Filmation scelse di dare al personaggio non gli rende molto giustizia: la testa è sempre rossa, ma la bocca da mantide è sostituita da labbra sporgenti, gli occhi sono gialli e privi di venature, lo stesso per l'interno delle orecchie, rosa come quelle di un mammifero. Il resto del corpo completamente azzurro è poi notevolmente semplificato, aggiungendo alla veste viola un colletto nero che fa sembrare che Mantenna indossi una maglietta smanicata con il simbolo dell'Orda Infernale, più che l'armatura della versione giocattolo. Anche in questa versione ha quattro gambe, ma due di queste portano un paio di stivali neri e le rimanenti sono a piedi scalzi e con una cresta seghettata. La voce del doppiatore originale, imitata anche da quello italiano con risultati per fortuna meno grotteschi, suggerisce l'idea di un piccolo insetto ronzante e molesto, piuttosto che di un temibile mostro. 
Masters Of The Universe 200x: Nella serie reboot del 2002-03, Mantenna appare brevemente in un solo episodio, durante un flashback che lo vede affiancare Hordak e l'esercito dell'Orda Infernale durante un attacco al Castello di Grayskull. Re Grayskull si sbarazza di lui, Grizzlor e Leech in un sol colpo, facendoli precipitare dentro una voragine creata con la Spada del Potere.
Nella terza stagione, mai prodotta a causa dell'insuccesso di questa sfortunata serie, era previsto che Hordak riuscisse infine a fuggire da Despondos ed a conquistare Eternia, ponendo He-Man e gli Eroici Guerrieri nella condizione di ribelli in fuga, così come lo erano She-Ra e le sue amiche nella vecchia serie. La stessa She-Ra avrebbe dovuto fare un'apparizione, anche se si vocifera che sarebbe stato Skeletor a sconfiggere definitivamente il terribile demone.
L'aspetto di Mantenna 200x riprende in pieno quello del giocattolo originale del 1985, accentuandone però i tratti mostruosi ed inquietanti. Essendo stata chiusa sia la serie animata che la linea di giocattoli prima che l'Orda Infernale potesse ricoprire un ruolo importante, non sono mai stati prodotte action figure di questi personaggi in versione 200x, ma ne esistono delle statue commemorative realizzate dalla NECA.